# Rúbrica (religión)

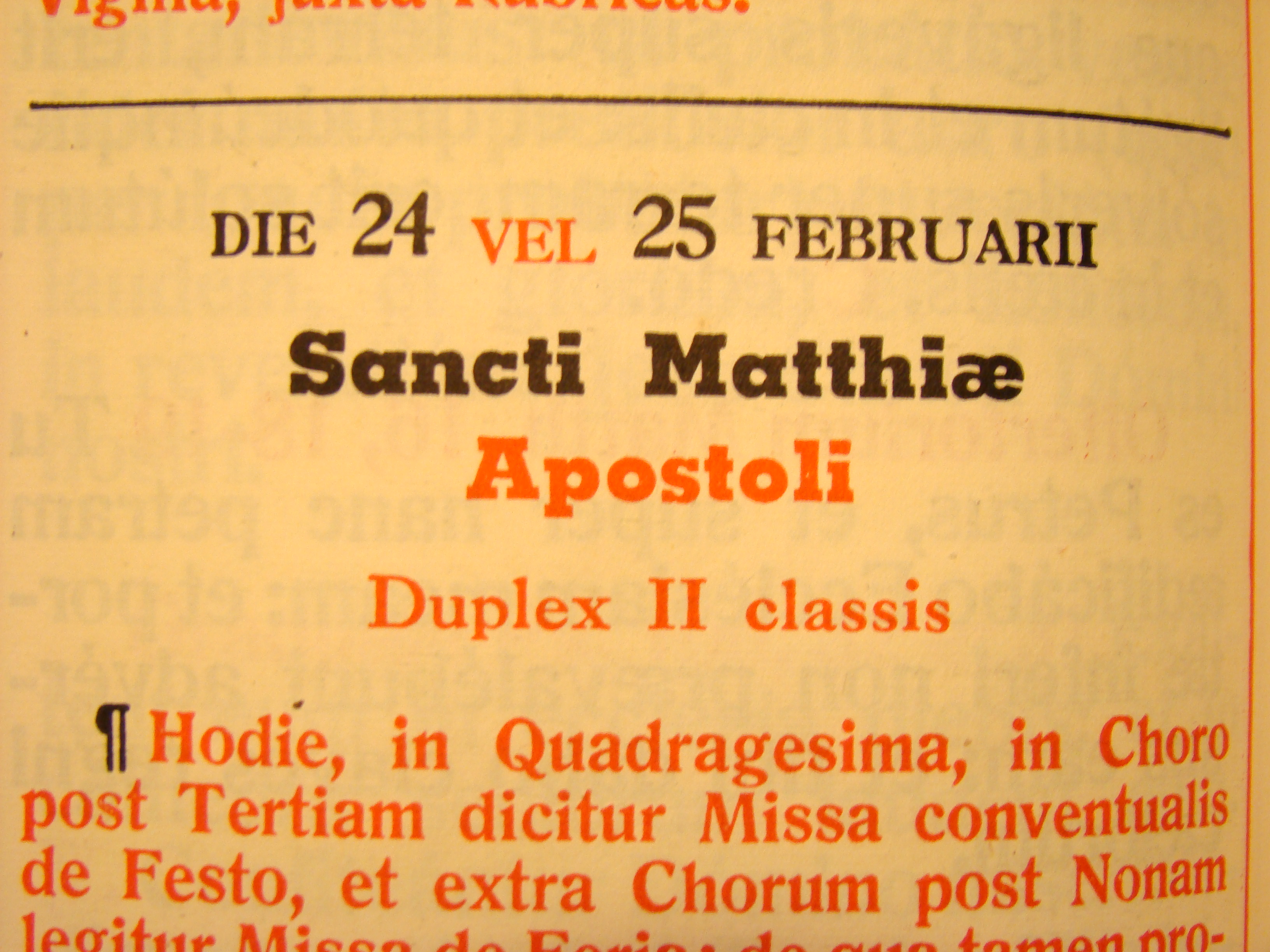
Rúbrica en un misal

En la Iglesia católica se llaman rúbricas a las reglas según las cuales se deben celebrar la liturgia y el oficio divino. En el sentido gramatical, significa una observación y una regla escrita en caracteres encarnados. Así se escribían las principales máximas y títulos del derecho romano y se ha trasladado a la liturgia, que en los misales, rituales y breviarios se escriben generalmente con letra encarnada (de color rojo) para distinguirlas del resto de las oraciones.
Estas reglas se escribían antiguamente en libros particulares que se llamaban Directorios, Rituales, Ceremoniales y Ordinarios. Los antiguos sacramentarios, los misales manuscritos y aun los de las primeras impresiones contienen pocas rúbricas. Bureardo, maestro de ceremonias de los papas Inocencio VIII y Alejandro VI a fines del siglo XV, fue el primero que estableció extensamente el orden y las ceremonias de la misa en el Pontifical impreso en Roma en 1185 y en el Sacerdotal publicado algunos años después. Estas rúbricas se unieron al ordinario de la misa en algunos misales y el papa Pío V las hizo poner en orden y con los títulos que llevan en el día. Desde entonces se colocaron en los misales las rúbricas, que se deben observar en la celebración de la misa, en los rituales las que se deben usar en la administración de sacramentos, bendiciones, etc.; y en los breviarios las del rezo y canto del oficio divino. Le Brun Explic. des Ceremon. de la Messe , trait., prelim., art. 3.
Estas reglas son necesarias para la uniformidad del culto externo, para prevenir las faltas e indecencias en que pudieran incurrir los ministros de la Iglesia por ignorancia o negligencia para dar al servicio divino el decoro y la majestad que corresponde y para excitar el respeto y la piedad del pueblo.